# برور برنر
برور برنر (فنلاندی: Bror Brenner; ۱۷ ژوئیهٔ ۱۸۵۵ – ۱۷ آوریل ۱۹۲۳) قایقران قایق بادبانی اهل فنلاند بود.